# 滝山季乃
滝山季乃（瀧山季乃、たきやま すえの、女性、1910年1月4日-1993年4月9日）は、英文学者。文学博士（同志社女子大学・1983年）。

## 略歴
1910年（明治34年）大阪府生まれ。1934年（昭和9年）同志社大学英文科卒。主婦をしたのち、第二次世界大戦後同志社女子大学助教授、同大学家政学部教授。1983年（昭和58年）「ハーデイの小説研究」で同志社女子大学より文学博士の学位を取得。80年定年、名誉教授。詩人のトマス・ハーディの著作の翻訳、研究が専門分野。

## 著書
- 『ハーディ小説の鑑賞』篠崎書林 1959
- 『詩人トマス・ハーディ』篠崎書林 1972
- 『ハーディの小説研究』篠崎書林 1977
- 『瀧山季乃先生傘寿記念論文随筆集』千城 1990

### 翻訳
- トマス・ハーディ『森に住む人たち』千城 1981
- トマス・ハーディ『青い眼』橘智子共訳 千城 1985
- トマス・ハーディ『狂おしき群をはなれて』橘智子共訳 千城 1987
- トマス・ハーディ『恋魂』橘智子共訳 千城 1988
- 『境遇の風刺 トマス・ハーディ第四詩集』橘智子共訳 千城 1989
- 『人間の競演 トマス・ハーディ第七詩集』橘智子共訳 千城 1992

## 論文
- <滝山季乃